# Zabia
Les ZABIA sont une tribu bété vivant dans le département de Gagnoa au centre ouest de la Côte d'Ivoire.